# Priboj
Priboj je grad u jugozapadnoj Srbiji, u šumovitom području Starog Vlaha, u plodnoj dolini rijeke Lim. Priboj je smješten na tromeđi Srbije, Crne Gore, Bosne i Hercegovine, a graniči se s općinama: Čajetina, Nova Varoš, Prijepolje, Pljevlja, Čajniče i Rudo.
Priboj obuhvaća površinu od 552 km2.
Općina Priboj ima izrazito planinski karakter, a najniža nadmorska visina je 392 m, dok je najviša 1500 m.

## Stanovništvo
Priboj je grad u jugozapadnom djelu Srbije. Općina Priboj je imala prije 1991. godine oko 35.000 stanovnika. Od toga su bili 62 % pravoslavci, 33 % muslimani i 5 % ostalih vjera. Broj stanovnika po popisu 2002. godine je 19.600 u gradu, i 30.377 u općini. Srba je u općini Priboj po popisu 22.523 (75 %), Bošnjaka 5567 (18 %), Muslimana 1427 (5 %), a ostalih 860 (2 %).

## Povijest
Ne zna se točno kako je i kada Priboj nastao, ali se smatra da su ga podigli srednjovjekovni srpski feudalci kao četverokutni zidani grad Jagat na padinama planine Bić šireći svoju vlast i državu prema Bosni.
Smatra se da Priboj postoji još mnogo prije 1418. godine kada se spominje prvi put u povijesti i kada ga je osvojio Isak-beg. Kasnije se spominje u Povelji kralja Fridrika III. iz 1448. godine, zatim 1463. godine u jednom putopisu spominje se Priboj u nahiji Dobrun, a drugi put 1485. kao sjedište istoimene nahije. Potpunije podatke o Priboju, kao gradu, dali su Benedikt Kuripešič, slovenski putopisac koji je prolazio kroz Priboj 1530. godine, i Evlija Čelebija koji je boravio u Priboju 1662. godine.
Dan kada je Priboj prvi put spomenut kao utvrđenje na Biću u Povelji kralja Friedricha III iz 1448. godine (20. siječnja) uzet je kao dan općine Priboj.
Povoljan strateški položaj donosio je Priboju brz gospodarski razvoj, ali i velika rušenja i razaranja: rušen je u vrijeme turskih osvajanja, rušili su ga Austrijanci u 17. stoljeću, gorio je 1809. godine, a stradao je u vrijeme Balkanskih ratova, kao i u Prvom i Drugom svjetskom ratu.

## Poznate osobe
- Kasim Hadžić, šerijatski sudac i nastavnik

## Vanjske poveznice
- Informativni portal - Priboj Online  Arhivirana inačica izvorne stranice od 16. listopada 2022. (Wayback Machine)
- Priboj 033 - Priboj na dlanu